# Utsunomiya

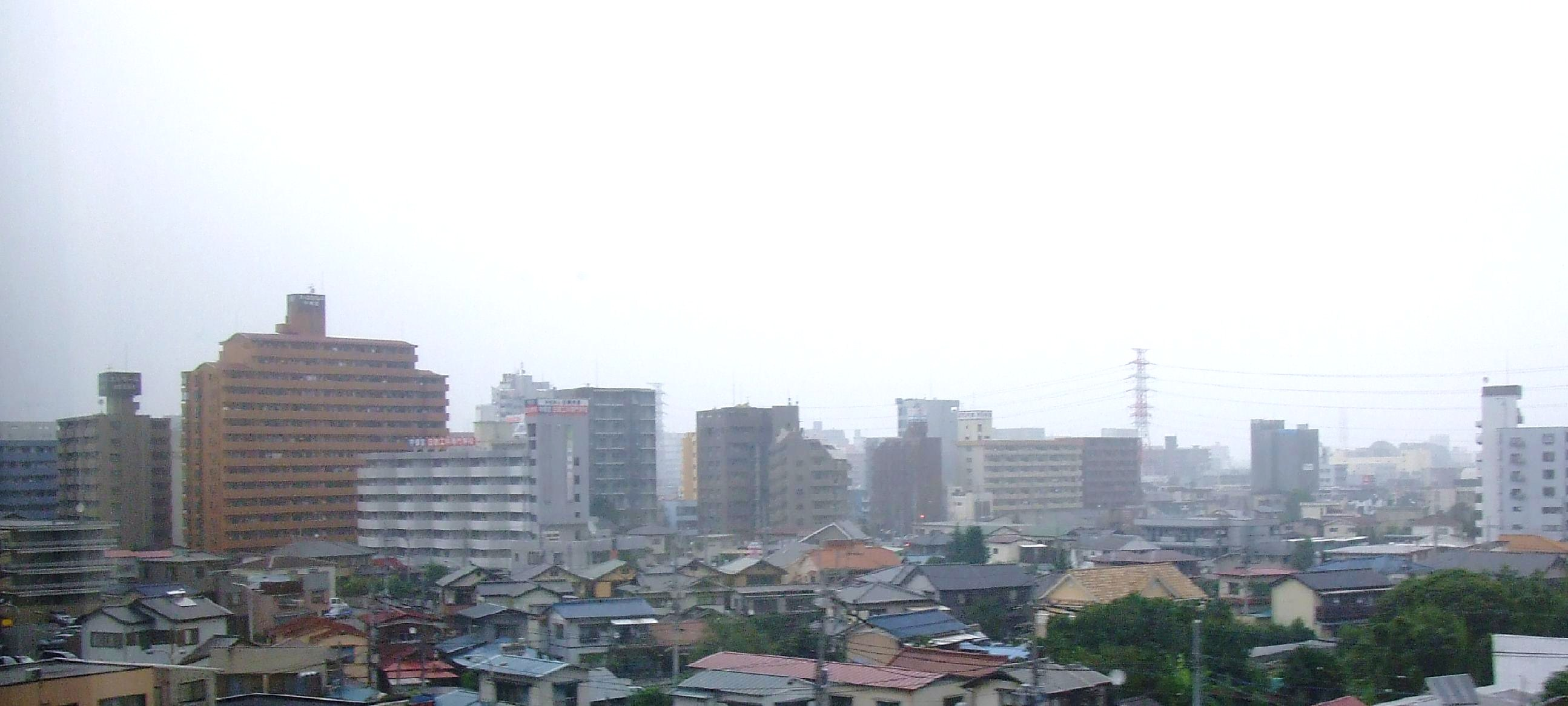
Panorama miasta.

Utsunomiya (jap. 宇都宮市 Utsunomiya-shi) – miasto w Japonii, ośrodek administracyjny prefektury Tochigi, w środkowej części wyspy Honsiu, na nizinie Kantō. Ma powierzchnię 416,85 km². W 2020 r. mieszkało w nim 519 026 osób, w 230 134 gospodarstwach domowych  (w 2010 r. 511 296 osób, w 210 432 gospodarstwach domowych).
W mieście mają siedziby firmy z przemysłów: lotniczego (samoloty FA-300), elektrotechnicznego, papierniczego, drzewnego, tytoniowego oraz taboru kolejowego..
We wrześniu 2023 uruchomiono tu nowy system tramwajowy – linia o długości 14,6 km, rozstawie szyn 1067 mm łączy miasta Utsunomiya i Haga; obsługuje ją 17 tramwajów HU300 produkcji Niigata Transys.

## Miasta partnerskie
- Nowa Zelandia: Manukau
- Francja: Orlean
- Stany Zjednoczone: Tulsa
- Chińska Republika Ludowa: Qiqihar